# Palpan de Baranda

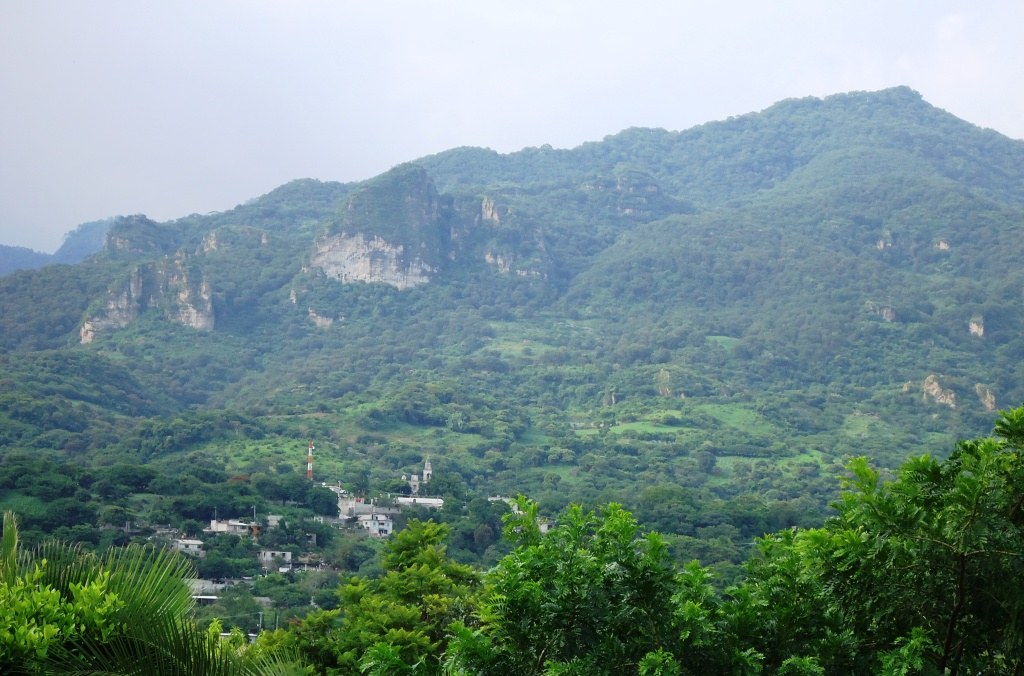
PANORAMICA, DEL POBLADO DE PALPAN, MORELOS

Es una población ubicada en el municipio de Miacatlan en el estado de Morelos.
Cuenta con una población estimada de 791 habitantes, sus principales actividades son la agricultura y la ganadería.

## Toponimia
- Una de las posibles traducciones es la del libro Onomatologia geográfica del estado de Morelos, dando la posible traducción palli barro negro y pan sobre que daría ´´Sobre el barro negro´´.
- Otras posibles traducciones son las del libro Nociones estadísticas del estado de Morelos.

Xalpan xalli = arena y pan = lugar, que daría ´´en o sobre la arena´´. ´´Papalpan´´ papalotl = mariposa y pan = en lugar, que daría ´´lugar de las mariposas´´. 

## Historia
Palpan es un pueblo agrícola y ganadero, en los límites con el Estado de México; se considera un lugar de paso hacia 
los pueblos de Chalma (Estado de México) y Malinalco, Estado de México. 
sus productos locales son, además de los productos agrícolas (maíz, sorgo y frijol, principalmente), la elaboración de productos lácteos, tales como el queso y la crema, asimismo, es conocido por la elaboración de mezcal de maguey. 
(secretaría de Gobernación, 2000; y Monografía electrónica del municipio de Miacatlán, Morelos, ‹ www.municipios.miacatlán.gob.mx›) y sobre todo el famosísimo pan Camarón creado y producido desde hace décadas por "Tío Ticho" y que hoy tiene fama regional y estatal y además su técnica, sabor y forma se produce también por sus descendientes no solo en Palpan, también en otras localidades de México y en Estados Unidos.
Antes de que existiera propiamente lo que hoy es Palpan, ya existía como comunidad en un barrio de Malinalco, en el de la Santa Cruz, al Sur de la Parroquia en 1635 con el nombre de Pilpan, posiblemente se de deriva de las palabras Pil del vocablo Piltontli = niño o niña, y pan de lugar; o pan de fuera del centro. Que podría traducirse como "niños de fuera".
Comunidad hermana Alta Palmira: Constituida a mediados de la década de los 30, en las inmediaciones de las tierras ejidales de Temixco se pobló lo que, actualmente, se conoce como colonia Alta Palmira, como resultado, según memorias de los que se consideran como fundadores, de la solicitud de tierras que hizo un general, originario de la región aledaña a Palpan, Morelos, al presidente Lázaro Cárdenas del Río, para que se les otorgaran tierras ejidales a los campesinos de dicha localidad. Sin embargo, en este último pueblo ya no había tierras disponibles, por lo que se les hizo una dotación especial, a poco más de 30 ejidatarios palpeños, para que trabajaran las tierras de la parte alta del municipio de temixco, donde, además de tierra, abundaba el agua. Se establecieron los fundadores, todos procedentes de palpan, de la colonia en las faldas del cerro, en la parte alta de la barranca y a la orilla del río del pollo, como ejidatarios en la modalidad de propiedad colectiva. Algunos de ellos o sus familiares empezaron, asimismo, a comprar algunos predios agrícolas en las inmediaciones del ejido. Sus tierras fueron grandes viveros de plantas de ornato y, fundamentalmente, se dedicaron al cultivo de rosas para el mercado nacional y, luego, internacional.
(Artículo "LOS CONTEXTOS DE SALIDA URBANOS Y RURALES Y LA ORGANIZACIÓN SOCIAL DE LA MIGRACIÓN" Pags.61 y 62 de Liliana Rivera Sanches y Fernando Lozano Ascencio)

## Ubicación
La localidad se ubica al noroeste de la cabecera municipal,  aproximadamente a 20 kilómetros de la misma, esta sirve de paso al Estado de México ya que el pueblo se acompaña de otras dos comunidades que comparte con el vecino estado y con dos de sus municipios col.Casa Blanca 72 habitantes municipio de Malinalco y La Lagunita con 373 habitantes municipio de Ocuilan.

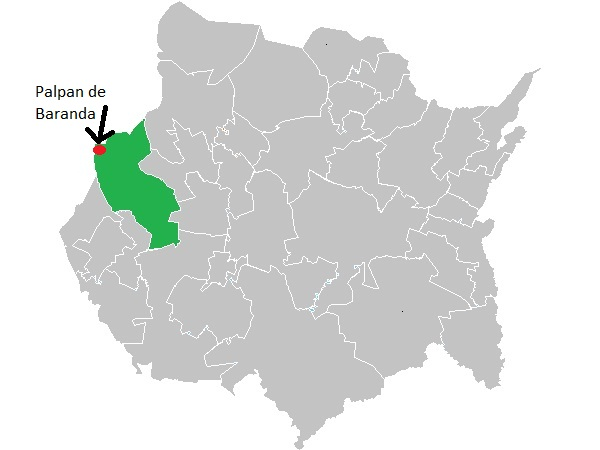
Ubicación de Palpan de Baranda en Miacatlán en el estado de Morelos

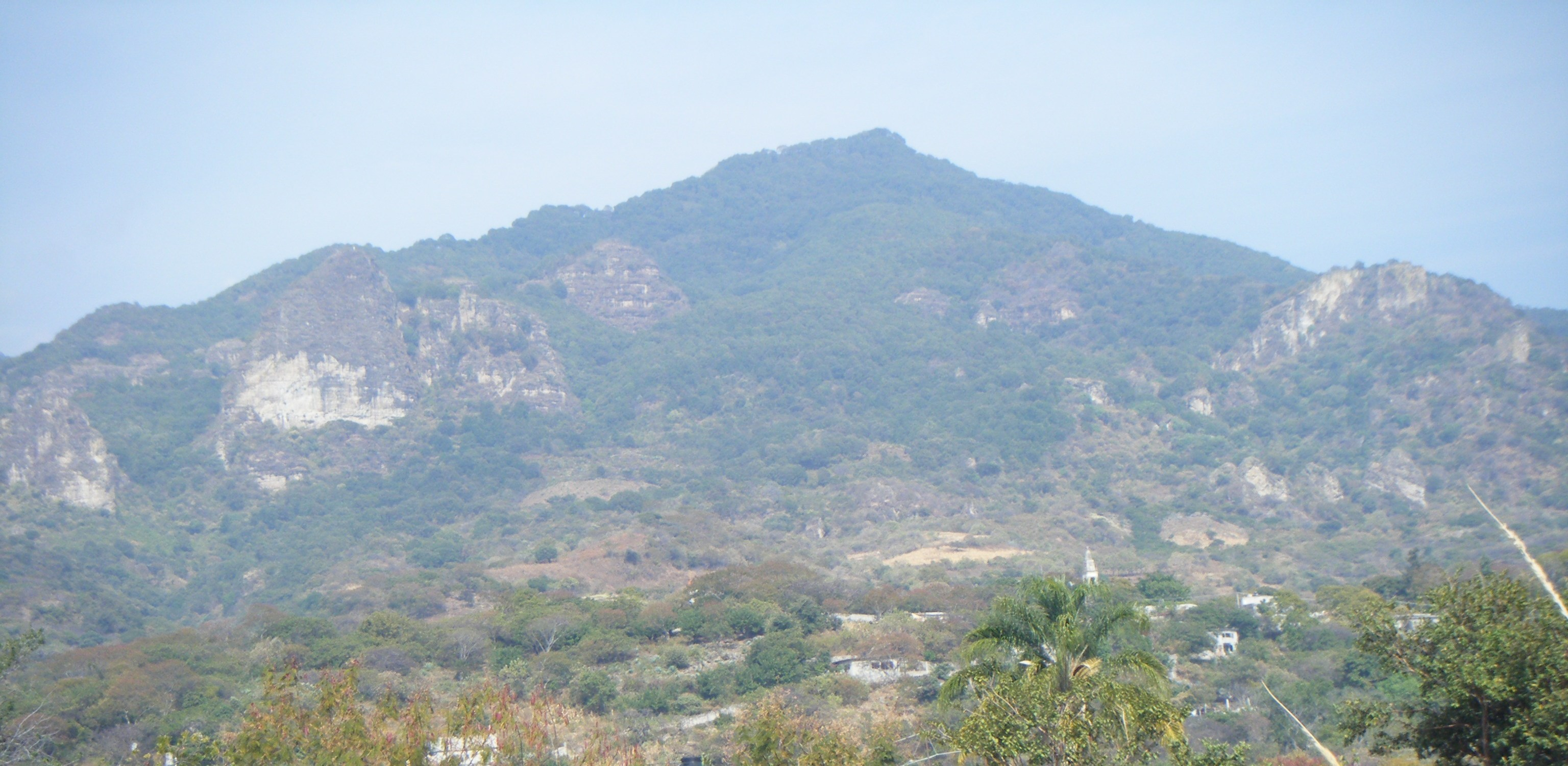
Palpan de Baranda

La localidad se encuentra en una altiplanicie en la parte noroccidente del Estado de Morelos perteneciente a la Sierra Madre del Sur.

## Religión
La localidad presenta una mayoría de católicos.

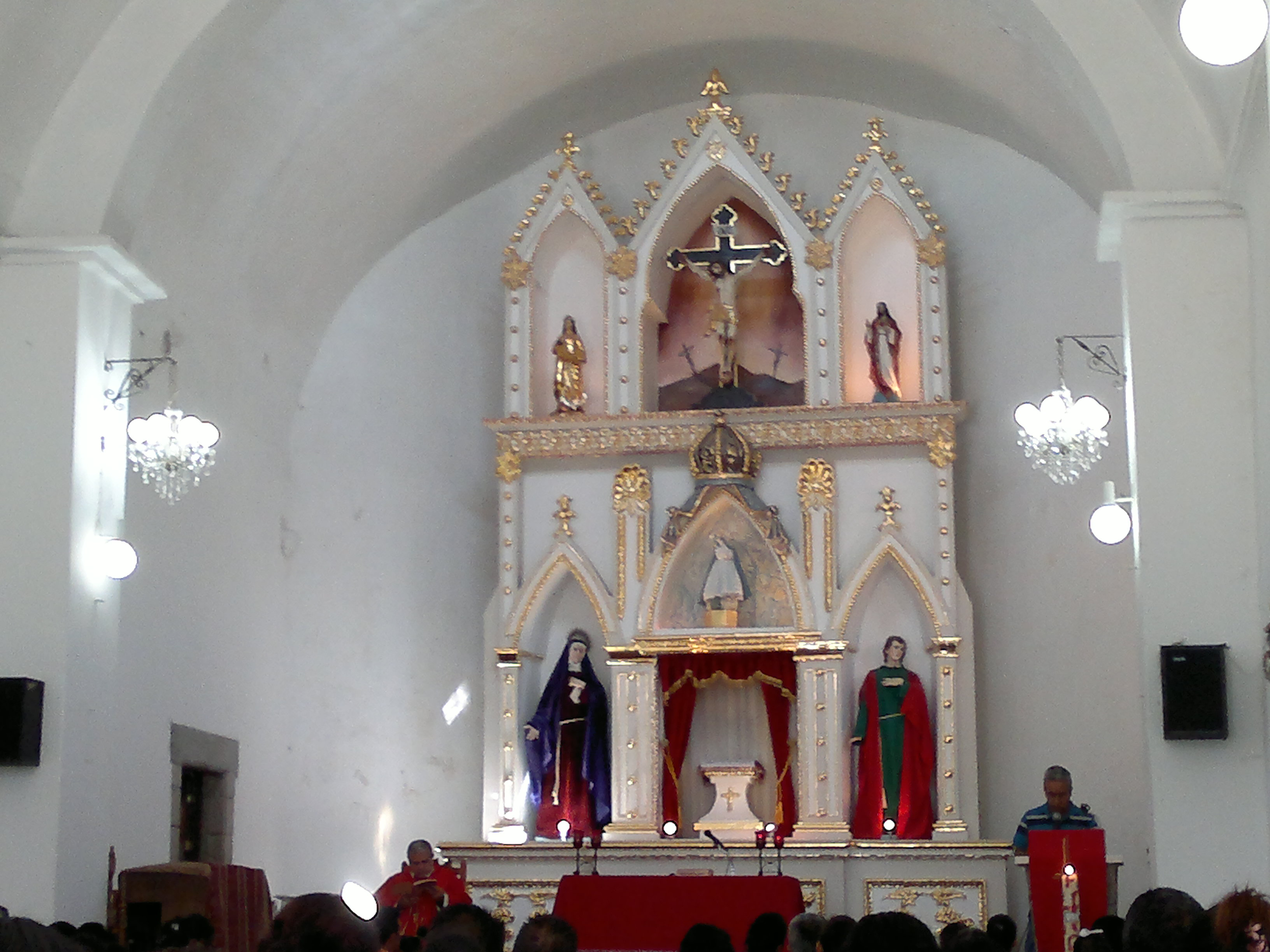
Altar al interior de la Parroquia

Su principal tradición es la fiesta patronal de la Purísima Concepción, el fin de semana previo al miércoles de ceniza, con celebraciones religiosas, juegos mecánicos y corridas de toros.

## Educación
El poblado cuenta con 3 instituciones educativas, de nivel preescolar el Jardín de Niños Estado de Veracruz, de nivel básico la Primaria Pedro Baranda y de nivel secundaria la Telesecundaria Gloria Almada de Bejarano.

## Clima
El clima es templado con lluvias en verano.
| Parámetros climáticos promedio de Palpan de Baranda (Miacatlan, Morelos) | Parámetros climáticos promedio de Palpan de Baranda (Miacatlan, Morelos) | Parámetros climáticos promedio de Palpan de Baranda (Miacatlan, Morelos) | Parámetros climáticos promedio de Palpan de Baranda (Miacatlan, Morelos) | Parámetros climáticos promedio de Palpan de Baranda (Miacatlan, Morelos) | Parámetros climáticos promedio de Palpan de Baranda (Miacatlan, Morelos) | Parámetros climáticos promedio de Palpan de Baranda (Miacatlan, Morelos) | Parámetros climáticos promedio de Palpan de Baranda (Miacatlan, Morelos) | Parámetros climáticos promedio de Palpan de Baranda (Miacatlan, Morelos) | Parámetros climáticos promedio de Palpan de Baranda (Miacatlan, Morelos) | Parámetros climáticos promedio de Palpan de Baranda (Miacatlan, Morelos) | Parámetros climáticos promedio de Palpan de Baranda (Miacatlan, Morelos) | Parámetros climáticos promedio de Palpan de Baranda (Miacatlan, Morelos) | Parámetros climáticos promedio de Palpan de Baranda (Miacatlan, Morelos) |
| Mes                                                                      | Ene.                                                                     | Feb.                                                                     | Mar.                                                                     | Abr.                                                                     | May.                                                                     | Jun.                                                                     | Jul.                                                                     | Ago.                                                                     | Sep.                                                                     | Oct.                                                                     | Nov.                                                                     | Dic.                                                                     | Anual                                                                    |
| ------------------------------------------------------------------------ | ------------------------------------------------------------------------ | ------------------------------------------------------------------------ | ------------------------------------------------------------------------ | ------------------------------------------------------------------------ | ------------------------------------------------------------------------ | ------------------------------------------------------------------------ | ------------------------------------------------------------------------ | ------------------------------------------------------------------------ | ------------------------------------------------------------------------ | ------------------------------------------------------------------------ | ------------------------------------------------------------------------ | ------------------------------------------------------------------------ | ------------------------------------------------------------------------ |
| Temp. máx. abs. (°C)                                                     | 32.1                                                                     | 36                                                                       | 37                                                                       | 36.9                                                                     | 39                                                                       | 38                                                                       | 32.5                                                                     | 33                                                                       | 32                                                                       | 38                                                                       | 38                                                                       | 38                                                                       | 39                                                                       |
| Temp. máx. media (°C)                                                    | 27.3                                                                     | 29                                                                       | 31.4                                                                     | 32.5                                                                     | 31.6                                                                     | 28.3                                                                     | 27.1                                                                     | 27.3                                                                     | 26.9                                                                     | 27                                                                       | 27.6                                                                     | 27.3                                                                     | 28.6                                                                     |
| Temp. mín. media (°C)                                                    | -                                                                        | -                                                                        | -                                                                        | -                                                                        | -                                                                        | -                                                                        | -                                                                        | -                                                                        | -                                                                        | -                                                                        | -                                                                        | -                                                                        | -                                                                        |
| Temp. mín. abs. (°C)                                                     | 2.5                                                                      | 4.5                                                                      | 8                                                                        | 10                                                                       | 9                                                                        | 11                                                                       | 11                                                                       | 10                                                                       | 10                                                                       | 7.1                                                                      | 5                                                                        | 5                                                                        | 2.5                                                                      |
| Precipitación total (mm)                                                 | 19.4                                                                     | 9.9                                                                      | 5.3                                                                      | 21.0                                                                     | 61.2                                                                     | 198.8                                                                    | 249.9                                                                    | 233.8                                                                    | 237.1                                                                    | 95.5                                                                     | 35.5                                                                     | 7.8                                                                      | 1175.2                                                                   |
| Fuente: 2010                                                             |                                                                          |                                                                          |                                                                          |                                                                          |                                                                          |                                                                          |                                                                          |                                                                          |                                                                          |                                                                          |                                                                          |                                                                          |                                                                          |

- Temperatura máxima: 39  °C (30-may-1960)
- Temperatura mínima: 2.5   °C (31-ene-1955)

Fuente: Estación Meteorológica PALPAN (TANQUE REPOSO), MIACATLAN, MOR.

## Flora y Fauna
La vegetación en la localidad está compuesta principalmente por selva baja caducifolia, es decir árboles y matorrales de hoja caduca por temporal, además de una zona boscosa principalmente en el norte del poblado, y en pequeña cantidad árboles y plantas de ornato no endémicos.

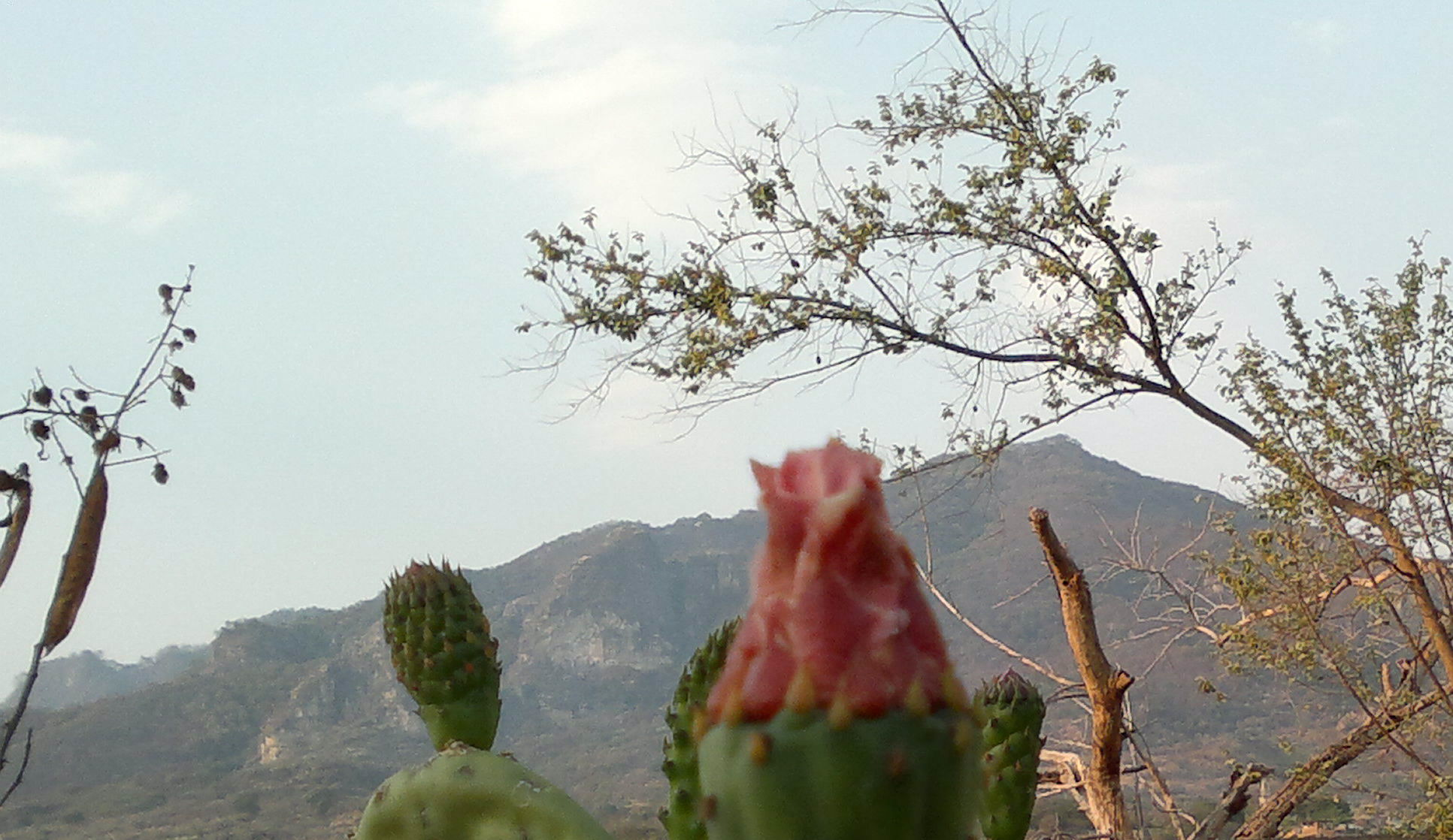
Flor de Nopal, al fondo el cerro del "Picacho"

En los alrededores de la comunidad y dentro de ella es muy común encontrarse con alguno de estos ejemplares: tlacoache (Didelphis virginiana), armadillo (Dasypus novemcinctus), liebre (Lepus californicus), coyote (Canis latrans), gato montes (Lynx rufus), onza (Puma yaguaroundi), hurón (Mustela frenata), venado cola blanca (Odocoileus virginianus), zorrillo (Silvilagus cunicularius), ardilla (Spermophilus variegatus), conejo (Silvilagus cunicularius) y muy en especial el cacomiztle (Bassariscus astutus) el cual tiende a sentirse muy cómodo estando lo más cercano a los asentamientos humanos, específicamente por las noches.

## Vías de comunicación
Palpan se comunica en el municipio con la carretera estatal de Miacatlan-Palpan en el estado de Morelos, y hacia el Estado de México con la carretera estatal de Malinalco-Palpan y la carretera Chavarria-Palpan-Malinalco. 
Además existen brechas y caminos de terracerias para comunicarse con otras pequeñas comunidades cercanas, como lo son Palpan-Tlajotla y Palpan-El Rincón.

## Gastronomía
- La comunidad se distingue por los ricos Camarones, que son un pan de dulce típico.
- En la bebida: el mezcal que es elaborado en el pueblo, pues al llegar se pueden apreciar los campos de agave en la entrada a la Comunidad.
- En las frutas son las ciruelas "Palpeñas", son ciruelas que se dan en la región en los meses de agosto y septiembre, así mismo las ciruelas en dulce son un platillo típico en la comunidad.